# ボーダーライン (マドンナの曲)
「ボーダーライン」(Borderline)は、1984年にリリースされたマドンナの楽曲、1枚目のスタジオ・アルバム『バーニング・アップ』から5枚目のシングル・カットとしてリリースされた。

## エピソード
Billboard Hot 100では自身初となるTOP10入りを果たし、最高位10位ながら30週チャートインした。
全英シングルチャートにおいては1984年のオリジナル・リリース時には最高位56位に留まったものの、1986年の再リリース時に最高位2位を記録した。

## 収録曲
日本盤 7" シングル
1. ボーダーライン
2. シンク・オブ・ミー

## その他
ミュージック・ビデオに『日産・フェアレディZ』（2代目S130型系）が登場する。